# Кубок північноірландської ліги з футболу 2010—2011
Кубок північноірландської ліги 2010–2011 (англ. Co-operative Insurance Cup) — 25-й розіграш Кубка північноірландської ліги. У кубку взяли участь клуби Прем'єр-ліги, 1-го і 2-го Чемпіоншипів Футбольної ліги Північної Ірландії. Перемогу вперше в історії здобув Лісберн Дістіллері.

## Календар
| Раунд        | Дата                          | Матчі | Клуби   |
| ------------ | ----------------------------- | ----- | ------- |
| Перший раунд | 21 серпня 2010                | 10    | 42 → 32 |
| 1/16 фіналу  | 18 вересня 2010               | 16    | 32 → 16 |
| 1/8 фіналу   | 23 жовтня 2010                | 8     | 16 → 8  |
| 1/4 фіналу   | 5 грудня 2010 - 18 січня 2011 | 4     | 8 → 4   |
| 1/2 фіналу   | 1-2 лютого 2011               | 2     | 4 → 2   |
| Фінал        | 2 квітня 2011                 | 1     | 2 → 1   |

## Перший раунд
| Команда 1             | Рахунок      | Команда 2                  |
| --------------------- | ------------ | -------------------------- |
| 21 серпня 2010        |              |                            |
| Балліклейр Комрад (2) | 1:1 пен. 4:3 | Баллінамаллард Юнайтед (2) |
| Каррік Рейнджерс (2)  | 2:0          | Лімаваді Юнайтед (2)       |
| Коа Юнайтед (3)       | 0:3          | Нокбреда (3)               |
| Дандела (3)           | 0:5          | Інститут (2)               |
| Гліб Рейнджерс (2)    | 5:1          | Чімні Корнер (3)           |
| Ларн (2)              | 5:1          | Вейкгерст (3)              |
| Лофгол (2)            | 6:1          | Баллімоні Юнайтед (2)      |
| Лурган Селтік (3)     | 0:2          | Ардс (2)                   |
| Мойола Парк (3)       | 3:0          | Енней Юнайтед (3)          |
| ПСНІ (3)              | 0:2          | Ворренпойнт Таун (3)       |

## 1/16 фіналу
| Команда 1                 | Рахунок      | Команда 2                     |
| ------------------------- | ------------ | ----------------------------- |
| 18 вересня 2010           |              |                               |
| Ардс (2)                  | 3:1          | Мойола Парк (3)               |
| Армаг Сіті (3)            | 0:9          | Лісберн Дістіллері            |
| Бенбрідж Таун (2)         | 0:3          | Балліміна Юнайтед             |
| Каррік Рейнджерс (2)      | 4:0          | Бангор (2)                    |
| Дергв'ю (2)               | 1:1 пен. 1:4 | Данганнон Свіфтс              |
| Гліб Рейнджерс (2)        | 2:5          | Колрейн                       |
| Гленавон                  | 5:1          | Портстюарт (3)                |
| Нокбреда (3)              | 0:7          | Портадаун                     |
| Ларн (2)                  | 0:1          | Кліфтонвілль                  |
| Лінфілд                   | 4:0          | Кіллімун Рейнджерс (3)        |
| Лофгол (2)                | 1:0          | Балліклейр Комрад (2)         |
| Ньюрі Сіті                | 3:3 пен. 3:2 | Харленд-енд-Вульф Велдерс (2) |
| Квінз Юніверсіті (3)      | 0:5          | Гленторан                     |
| Спорт-енд-Леже Свіфтс (3) | 0:3          | Інститут (2)                  |
| Тобермор Юнайтед (3)      | 2:4          | Доунгал Селтік                |
| Ворренпойнт Таун (3)      | 3:5          | Крузейдерс                    |

## 1/8 фіналу
| Команда 1         | Рахунок      | Команда 2            |
| ----------------- | ------------ | -------------------- |
| 23 жовтня 2010    |              |                      |
| Балліміна Юнайтед | 2:1          | Ардс (2)             |
| Колрейн           | 3:2          | Доунгал Селтік       |
| Крузейдерс        | 2:1          | Лофгол (2)           |
| Гленторан         | 5:1          | Данганнон Свіфтс     |
| Ньюрі Сіті        | 1:1 пен. 4:3 | Лінфілд              |
| Гленавон          | 1:2          | Кліфтонвілль         |
| Портадаун         | 2:1          | Каррік Рейнджерс (2) |
| Інститут (2)      | 0:3          | Лісберн Дістіллері   |

## 1/4 фіналу
| Команда 1          | Рахунок | Команда 2  |
| ------------------ | ------- | ---------- |
| 5 грудня 2010      |         |            |
| Кліфтонвілль       | 0:2     | Гленторан  |
| 11 січня 2011      |         |            |
| Портадаун          | 2:0     | Колрейн    |
| Лісберн Дістіллері | 2:1     | Ньюрі Сіті |
| 18 січня 2011      |         |            |
| Балліміна Юнайтед  | 0:2     | Крузейдерс |

## 1/2 фіналу
| Команда 1          | Рахунок      | Команда 2  |
| ------------------ | ------------ | ---------- |
| 1 лютого 2011      |              |            |
| Лісберн Дістіллері | 2:2 пен. 4:2 | Крузейдерс |
| 2 лютого 2011      |              |            |
| Гленторан          | 1:2 дч       | Портадаун  |

## Фінал
| 2 квітня 2011 16:30 (EEST) |

| Лісберн Дістіллері     | 2:1      | Портадаун  |
| ---------------------- | -------- | ---------- |
| Давідсон 51' Кешлі 88' | Протокол | Тіптон 42' |

| Мурнев'ю Парк, Лурган Арбітр: Марк Кортні |